# Schloss Rethmar

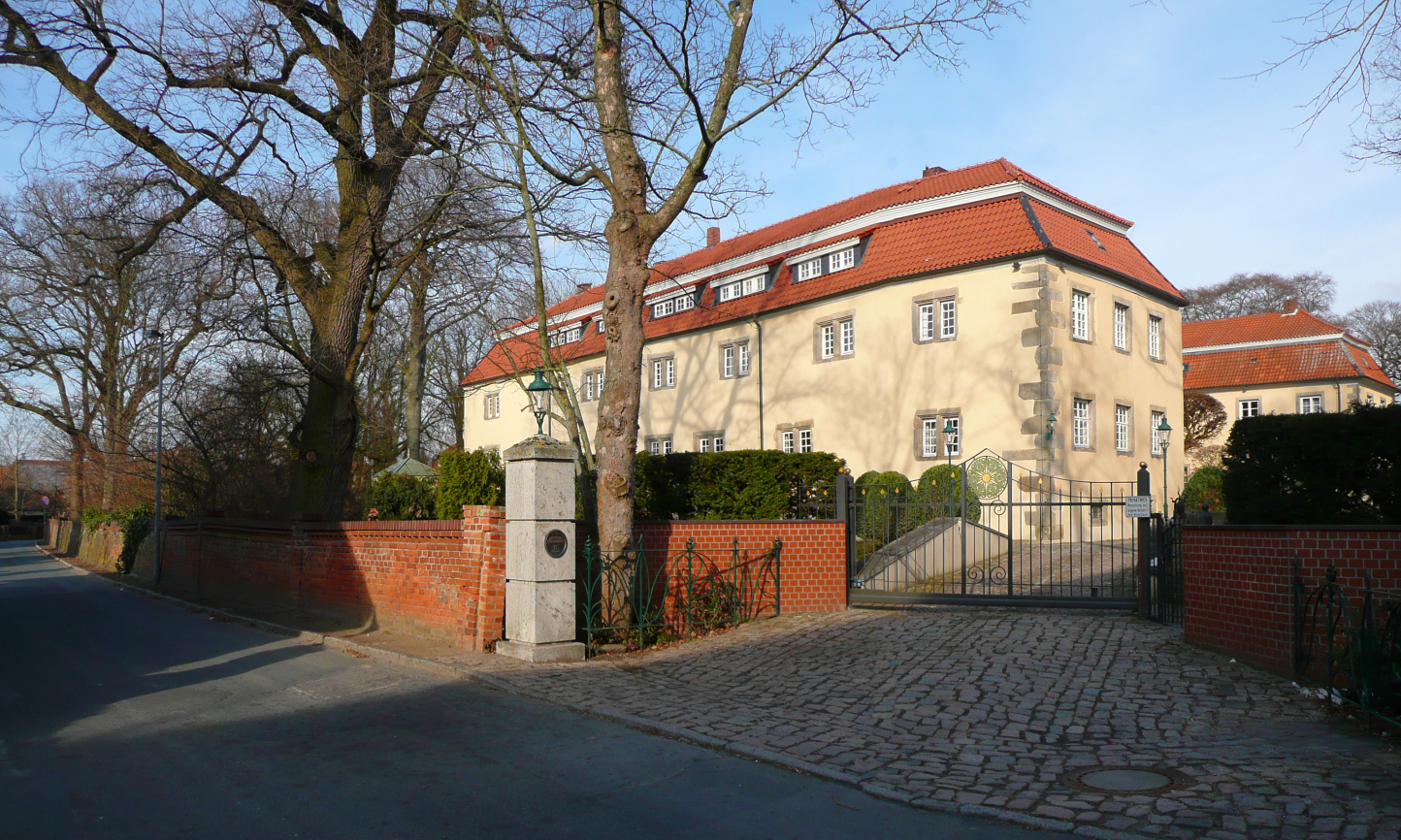
Schloss Rethmar

Schloss Rethmar ist ein Schloss, das sich in Sehnde (Stadtteil Rethmar) südöstlich von Hannover befindet. Vorläufer war eine 1332 erstmals urkundlich erwähnte Burg aus dem 12. Jahrhundert. Der ab etwa 1540 errichtete Renaissancebau bildet den heutigen Westflügel. Um 1700 entstanden auf den Fundamenten der Burg das heutige Haupthaus sowie ein Ostflügel, die zusammen eine barocke Dreiflügelanlage bilden.

## Geschichte

### Entstehung als Burg

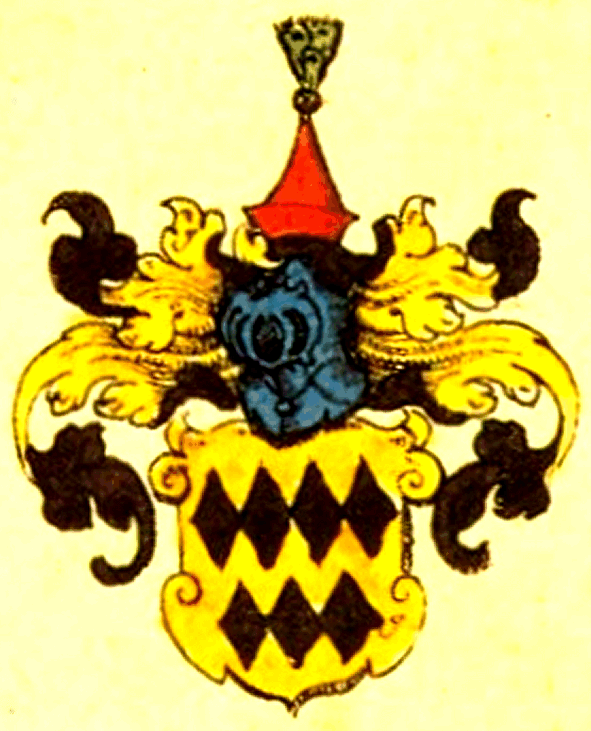
Wappen derer von Rautenberg

Bauherren der kleinen Burg, des „festen Hauses zu Rethmare“, war die begüterte und einflussreiche Familiensippe derer von Rautenberg oder Rutenberg, deren Turmhügelburg, die Burg Rautenberg im Dorf Rautenberg nahe Hildesheim in einer Fehde gegen den Hildesheimer Bischof unterging.
Die Familie von Rautenberg zog sich danach aus dem Machtbereich des Hildesheimer Bischofs über die Bistumsgrenze hinweg in das benachbarte welfische Gebiet in das Dorf Rethmar zurück. Umfangreiche Untersuchungen und Messungen in den noch Kellern von Schloss Rethmar ergaben, dass diese zwischen 1150 und 1200 gebaut wurden.
1332 taucht ein erster schriftlicher Hinweis auf das „feste Hus to Rethmare“, das von Sumpf und Wasser umgeben war, auf. Damals wurde ein Sturmangriff als Folge einer Fehde um die Nachfolge auf dem Hildesheimer Bischofsstuhl angekündigt. Von einem Teil der Domkapitulare war der Sohn Albrecht des Feisten, Herzogs zu Wolfenbüttel als Bischof Heinrich III gewählt worden. Papst Johannes XXII ernannte jedoch als Gegenbischof den Sohn des Grafen von Schaumburg. Mit diesem verbündeten sich die Rautenbergs und schlossen dazu einen Beistandspakt mit dem Rat der Stadt Hildesheim, der ebenfalls gegen ihren amtierenden Bischof eingestellt war.

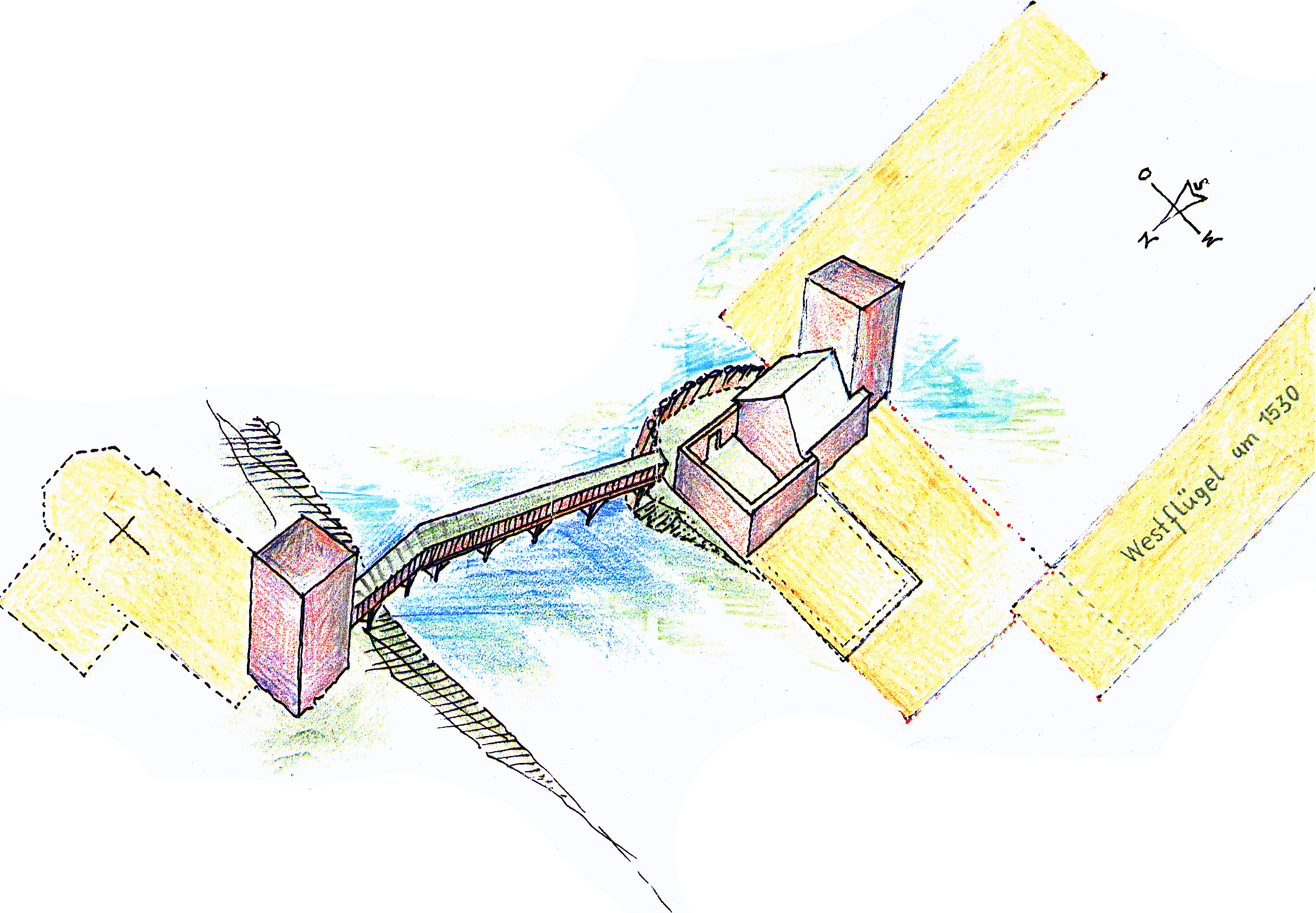
Skizze von Schloss Rethmar um das Jahr 1300

Um 1300 bestand die kleine Burg in Rethmar aus einem Wehrturm mit zwei bis drei angrenzenden Gebäuden. Rethmar steht auf einer dicken Tonschicht, die – leicht nach Süden geneigt – alles Oberflächenwasser in eine Senke, die „dune Aue“ führt, die zu damaliger Zeit auch den heutigen Schlosspark umfasste. Hier musste nur ein kurzes Stück Burggraben geschaufelt werden. Eine lange Brücke aus Holzbohlen, ein „gedeckter Gang“, führte von Norden her zu der Burg, landseitig war er durch einen zweiten Turm als Brückenkopf gesichert. Es ist dies der heutige Kirchturm, dessen Kellerfundamente (nach der Thermolumineszenzdatierung des Fraunhofer-Instituts) noch aus der Burgenzeit stammen, während die Kirche jünger ist. Vermutlich waren auch die frühen Hofgebäude der Rautenbergs an der Stelle des heutigen Pfarrhofes.
Erst als die Streitigkeiten gegen Bischof Heinrich III mit dessen Tod 1348 endeten, konnte sich ein Burghof nach Süden in die morastige Marsch hin zu einer Vorburg entwickeln. Später wurde die Vorburg zu einem landwirtschaftlichen Gutshof, in dem heute ein Gastronomieunternehmen ansässig ist.
Durch Um- und Anbauten wurde die alte Burg im Laufe der Jahrhunderte immer verwinkelter, und um 1530 begann man mit einem völlig neuen Baukörper, dem heutigen Westflügel. Er hatte damals noch einen Treppenturm und reichte mit seinen Westmauern bis an den Burggraben heran. Zum Ehrenhof hin ist ein Sandsteinportal mit Hermenpilastern, dem Allianzwappen Rutenberg-Steinberg und der Jahreszahl 1575 erhalten geblieben.
Die Familie von Rutenberg besaß zeitweise neben Haus Rethmar große Ländereien in der gesamten Region und verfügte über einen erheblichen Einfluss bei den Hildesheimer Bischöfen und an den welfischen Höfen in Braunschweig, Celle und Lüneburg. In Hildesheim besaß sie den um 1509 errichteten Rautenbergschen Hof an der Ecke Michaelisplatz / Langer Hagen, einen hochgestaffelten Fachwerkbau, der 1945 bei den Luftangriffen auf Hildesheim zerstört wurde. 

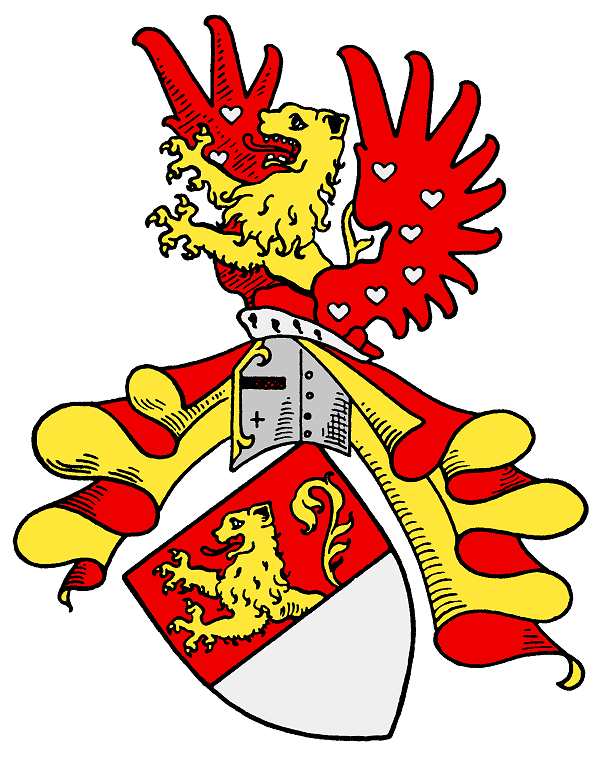
Wappen der Edlen zu Eltz

Mit Barthold von Rutenberg auf Rethmar, fürstlich-braunschweigischem Statthalter im Dienst Herzog Friedrich Ulrichs, Geheimrat, Kanzler und Oberberghauptmann, starb am 11. Februar 1647 der Mannesstamm derer von Rutenberg aus. Danach fiel Haus Rethmar 1647 an seine Tochter Amalie und deren Ehemann Philipp Samson Edler Herr von und zu Eltz, der gemeinsam mit seinem Bruder, dem zeitweiligen Wolfenbütteler Kanzler Johann Eberhard zu Eltz, im Dreißigjährigen Krieg von der Mosel nach Niedersachsen gelangt war. Johann Eberhard wurde später als mecklenburgischer Kanzler die rechte Hand des Generals Wallenstein. Es folgte als Gutsherr auf Rethmar Amalie und Philipps Sohn, der Berghauptmann Friedrich Casimir zu Eltz (1634–1682) und dann dessen Sohn Philipp Adam zu Eltz (1665–1728).

### Umbau zum Schloss

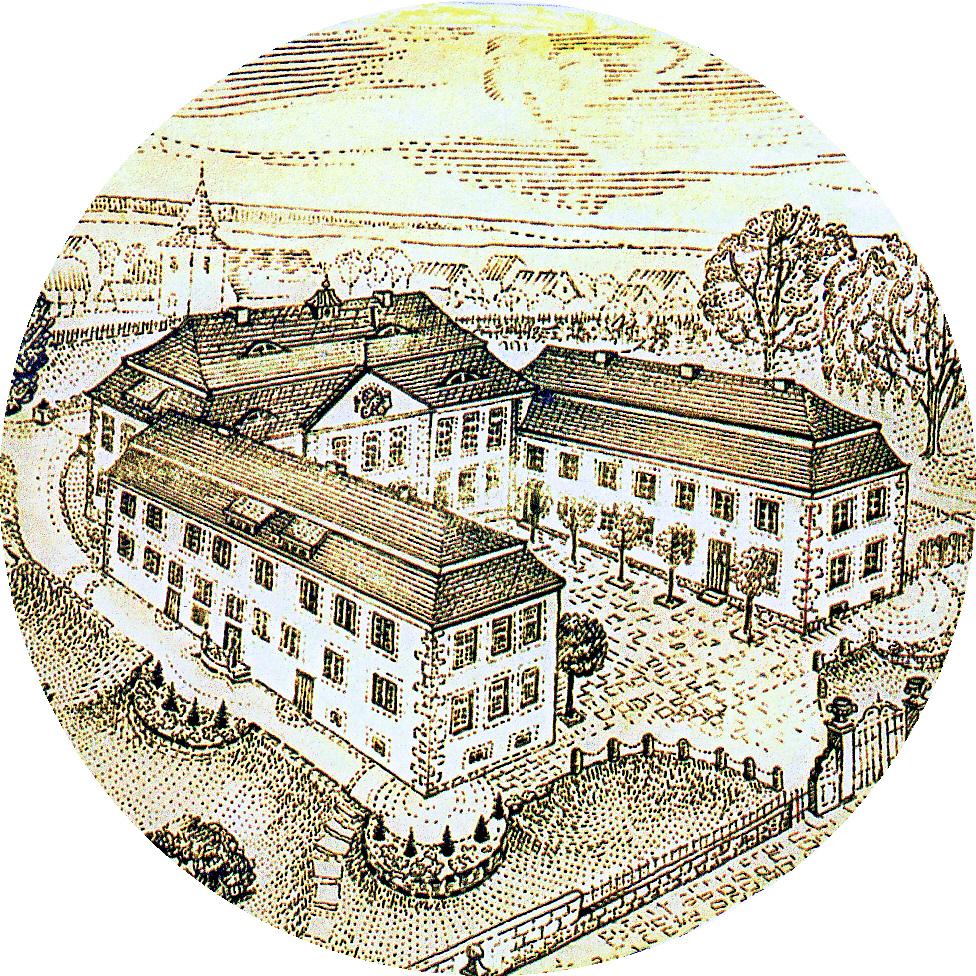
Schloss Rethmar (ca. 1710)

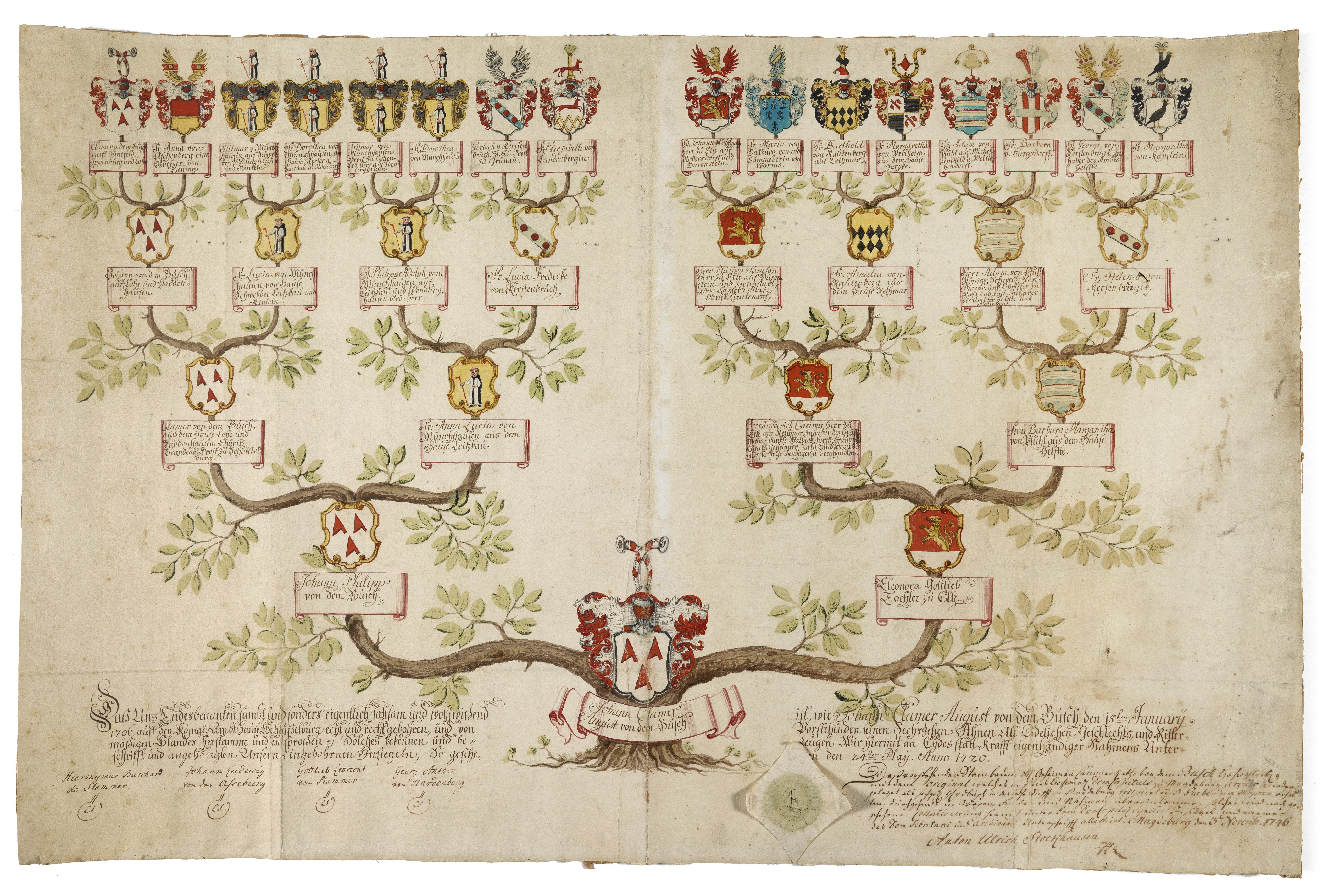
Stammfolge Rautenberg-Eltz-Bussche (1720)

Philipp Adam zu Eltz hatte aufgrund seiner Hof- und Regierungsämter als Großvogt von Celle die Mittel, den langgestreckten Renaissancebau nebst einigen Überresten der romanischen Burg seiner Vorfahren zu einem Schloss zu erweitern, einer zeittypischen barocken Dreiflügelanlage. 1710 war das neue Haupthaus auf den Kellern der alten Burg errichtet, diese Jahreszahl befindet sich nebst dem Eltz’schen Wappen in Sandstein über dem Hauptportal. Der Westflügel war modernisiert worden, wobei der Treppenturm abgetragen und das hohe Satteldach durch ein flacheres Walmdach ersetzt wurde. Es folgte der Neubau des Ostflügels in der Länge des Renaissancetraktes, sodass ein Ehrenhof entstand.
Philipp Adam zu Eltz starb 1727 unverheiratet und kinderlos; er wurde in einem – noch erhaltenen – Prunksarg in der Crypta Eltziana der Kirche beigesetzt. Gut und Schloss fielen nun an seinen Neffen, den Freiherrn Philipp Adam von Hardenberg auf Wiederstedt, Domherr zu Halberstadt und Bruder des Ministers Friedrich August von Hardenberg; er ließ das Allianzwappen Hardenberg-Steinberg über dem Gartenportal des Haupthauses anbringen, da er mit Dorothea Louise von Steinberg verheiratet war. Unter ihm und seinem Sohn Georg Ludwig von Hardenberg (1720–1786), Domdechant in Halberstadt, geriet das Gut in Überschuldung. Auch wurde Kurhannover durch den Siebenjährigen Krieg verwüstet. 1768 wurde der Besitz daher an den hannoverschen Vize-Oberstallmeister Friedrich August von dem Bussche-Lohe verkauft, allerdings immer noch einen Nachfahren der Rutenbergs und Eltz, da dessen Großmutter Eleonore Gottliebe von dem Bussche eine Schwester des Philipp Adam zu Eltz gewesen war. Seine vier Söhne trieben Misswirtschaft und veruntreuten die kirchliche Patronatskasse. Ab 1815 war das 540 ha große Gut verpachtet, bis es 1850 nach einem Konkurs von Oberamtmann August Ernst erworben wurde. Damit endete eine über 600-jährige Familienfolge, die unter verschiedenen Namen bestand.
Unter der Familie Ernst besserte sich die wirtschaftliche Lage, im Obergeschoss des Schlosses sind noch dekorative Deckenmalereien des Justus Molthan aus dieser Zeit erhalten. Jedoch verkaufte 1872 die Witwe Ernst den Besitz an Rafael von Uslar, dessen Vater mit einem Bergbauunternehmen in Mexiko sein Vermögen gemacht hatte. Bereits 1885 kaufte Graf Günther von der Schulenburg-Wolfsburg das Gut für seinen jüngsten Sohn Günther. Er tat sich schwer mit der Bewirtschaftung der schweren Böden und geriet in Schwierigkeiten. 1907 wurde alles weiterverkauft an Herrn Carl Sohnemann, der jedoch bald darauf starb. Seine Witwe verkaufte 1918 an die Brüder Sonnenberg aus Peine.
Die Landwirtschaft wurde modernisiert und einer der Brüder renovierte das leerstehende und langsam verfallende Schloss. Nach dem Tode der ersten Generation folgte der Schwiegersohn Fritz Voigtländer als Landwirt. Nach seinem Tode wurde die Schlossanlage, auch auf Drängen des Denkmalschutzes, von der Erbengemeinschaft verkauft.

## Gegenwart

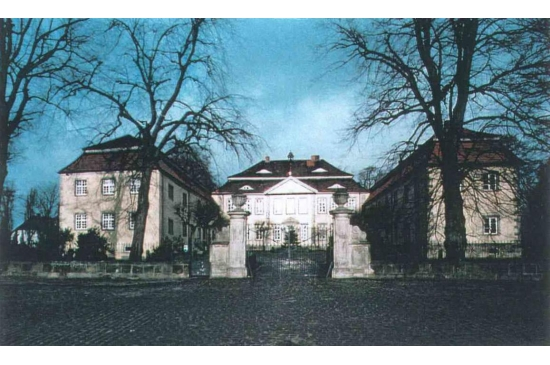
Schloss Rethmar (1988)

Das Schloss mit einer Reihe von Nebengebäuden wurde 1986 von Rüdiger Freiherr von Wackerbarth († 2021) und seiner Familie erworben. Die Wackerbarths waren bereits im 16. Jahrhundert mit den Rutenbergs verwandt. Schloss und Nebengebäude wurden umfassend wiederhergestellt, das gesamte Gebäudeensemble zu einem bevorzugten Wohnareal ausgebaut.
West- und Ostflügel enthielten große moderne Wohnungen, wobei im Renaissancetrakt Balkendecken, geschnitzte Holzsäulen, Sitznischen, ein Spülstein und ein Brunnen freigelegt wurden. Im Haupthaus führt von der Empfangshalle der mit Gemälden geschmückte Treppenaufgang, unverändert seit über 300 Jahren, in das Obergeschoss mit dem Wintersaal. Dieser ist mit seinen Deckenmalereien und Kachelöfen aus der Mitte des 19. Jahrhunderts erhalten geblieben und restauriert worden. Darunter befindet sich der Gartensaal, in dem regelmäßig Konzerte stattfinden. Auch der kleine Park – unter Natur- und Denkmalschutz stehend – mit dem barocken Kutscherhaus wurde in Pflege genommen. Zum südlich dem Schloss gegenüberliegenden alten Wirtschaftshof des Gutes, heute ein Gastronomiebetrieb, schließt ein Orangeriegebäude den Ehrenhof ab. Es ist Winterquartier für südländische Pflanzen, die in der Sommerzeit im Park stehen.
Im früheren Pferdestall des Gutshofes hat das Regional-Museum Sehnde seit 2006 seinen Sitz. Über die Gutsstraße hinweg ist aus den westlich gelegenen Wirtschaftsgebäuden (Kuhstall, Molkerei, Schützenhof) ein Gartenhof-Ensemble mit vermieteten Wohnungen entstanden, das durch Neubauten (Turm, Villa Bona finis) ergänzt wurde. Die daneben liegende ehemalige Pferdekoppel an der Ecke Gutsstraße/Poststraße wurde 2016 zu einem Park mit Teich und Gehwegen umgestaltet und erhielt den Namen Amalienhof (nach Amalie zu Eltz, geb. von Rutenberg). Sie wird flankiert von den um 1930 errichteten großen Gebäuden des einstigen Jungviehstalls und des Pferdestalls, der zu reihenhausartigen Mietwohnungen umgebaut wurde. Auf dem zugehörigen ehemaligen Erntewagen-Schauer entstanden einige Einfamilienhäuser.